# Цареградська болгарська духовна семінарія
Цареградська болгарська духовна семінарія (болг. Цариградска българска духовна семинария) — це середній навчальний заклад, створений Болгарським екзархатом.

## Діяльність
В 1883-1884 за сприянням екзарха Іосифа I була відкрита болгарська семінарія в Едірне. У наступному році така школа була відкрита в Прілепі, але вона проіснувала всього лише рік і була перенесена та з'єднана з семінарією в Едірне. Після наполегливих вимог Екзархату її було перенесено до Цареграда, де вона була офіційно відкрита 22 вересня 1891 в районі Фанар в церкві Святого Стефана. На початку навчального року 1892–1893 духовна школа була відділена від чотирьохкласної школи і стала незалежною. Першим ректором був призначений архімандрит Методій (Кусев). У 1895—1896 навчальному році семінарія стала шестикласною з вивченням 31 предмета. Майже всі семінаристи степендіати екзархату, і шість років вони навчаються, харчуються і одягаються за рахунок семінарії.
З ескалацією військових дій під час Балканської війни, в листопаді 1912 почалася евакуація семінаристів кораблями в Бургас і Варну, а звідти до своїх домівок в Македонії. Пізніше Цареградські семінаристи завершили освіту в Софійській семінарії, відкритій в 1910. 27 листопада 1913 останній ректор семінарії — архімандрит Інокентій Софійський був змушений залишити Цареград. Ієромонах Ірінай залишився відповідальним за власність семінарії.
В період з 1900 по 1913 близько 200 молодих людей закінчили семінарію і стали викладачами, священиками, монахами, офіцерами в екзархаті та митрополитській канцелярії.

## Ректори
- Методій (Кусев) (1892–1894)
- Станимир Станимиров (1894–1897)
- Ґеорґі Канділаров (1897–1899)
- Неофіт Ніколов (1900–1905)
- Константин Самарджієв (1905–1908)
- Іларіон Арабаджієв (1908–1910)
- Інокентій Софійський (1911–1913)

## Викладачі
- Ґеорґі Стоянов
- Кирил Рильський
- Коста Ніколов
- Методій Охридський
- Стефан І
- Стоян Тилков
- Христо Караманджуков
- Христо Попов